# STILL
《STILL》是韩国男子团体東方神起在日本发行的第34张单曲。于2012年3月14日由avex trax公司发行。

## 概要
单曲分为「CD+DVD」「只CD」「Bigeast盤」三种版本发行。距离上张单曲发行约4个半月。附属DVD中收录了《STILL》的MV与MV的拍摄过程（只在初回限定盘中收录）。
初回限定版本封入特典是封面大小的卡片（6种中随机封入1种）。“只CD”版本有12页豪华手册同捆封入。

## 收录歌曲

### CD+DVD
CD
1. 《STILL》
  - 作詞、作曲、編曲：井上慎二郎（日语：井上慎二郎）

江崎固力果ICE《挤挤牧场》（牧場しぼり）广告曲[參⁠ 4]
2. 《One More Thing》
  - 作詞：H.U.B.，作曲、編曲：her0ism（日语：her0ism）, SHIROSE from WHITE JAM & SHIMADA from WHITE JAM BEATZ

BeeTV（日语：BeeTV）电视剧《L和M 我爱你的理由，以及由此而来的故事（日语：L et M わたしがあなたを愛する理由、そのほかの物語）》主題歌
3. 《STILL》 -Less Vocal-
4. 《One More Thing》 -Less Vocal-

DVD
- 《STILL》 -Video Clip-
- 《STILL》 Off Shot Movie（只初回限定盤有收录）

### CD
1. 《STILL》
2. 《One More Thing》
3. 《One More Thing》 -SAKURA Version-
4. 《STILL》 -Less Vocal-
5. 《One More Thing》 -SAKURA Version- -Less Vocal-

### Bigeast盤
- CD与[CD+DVD]版同内容。